# 卡坦·穆罕默德·沙比

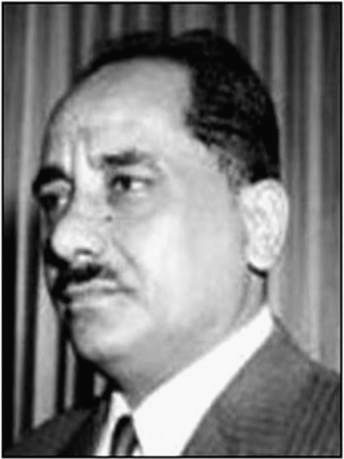
1960年代的卡坦·穆罕默德·沙比

卡坦·穆罕默德·沙比（阿拉伯语：‎；1920年—1981年7月7日）是南也门人民共和国的首任总统。
沙比原是一名来自拉赫季的农业官员。1958年，逃往开罗。1962年，他被宣布为埃及支持组建的“民族解放军”的领袖，并在1963年或1965年被选为民族解放阵线的创始领导人。
1967年，沙比领导的民族解放阵线将英国逐出南也门，并在与反对派“解放被占领的南也门阵线”的斗争中取得政治主导地位。1967年11月30日，南阿拉伯保护国宣布独立为南也门人民共和国，沙比出任总统。1967年独立后，他是民族解放阵线中最知名的领袖，也是唯一超过40岁的人。在民族解放阵线中，他隶属于纳赛尔主义民族主义右翼派系，与马克思主义左翼派系斗争了一年半，直到1969年6月22日的政变（被称为“光荣的纠正行动”）将其推翻。他的总统职位被萨利姆·鲁巴伊·阿里取代。随后，被监禁和软禁至1970年代，获释后一直在亚丁过着平静的生活，直到1981年去世。
他的儿子纳吉布·卡坦·沙比曾参加1999年也门总统选举，但未能击败时任也门总统阿里·阿卜杜拉·萨利赫。